# Aderus vagenotatus
Aderus vagenotatus é uma espécie de inseto besouro da família Aderidae. Foi descrita cientificamente por Maurice Pic em 1934.

## Distribuição geográfica
Habita em Moçambique.